# Хивус-6

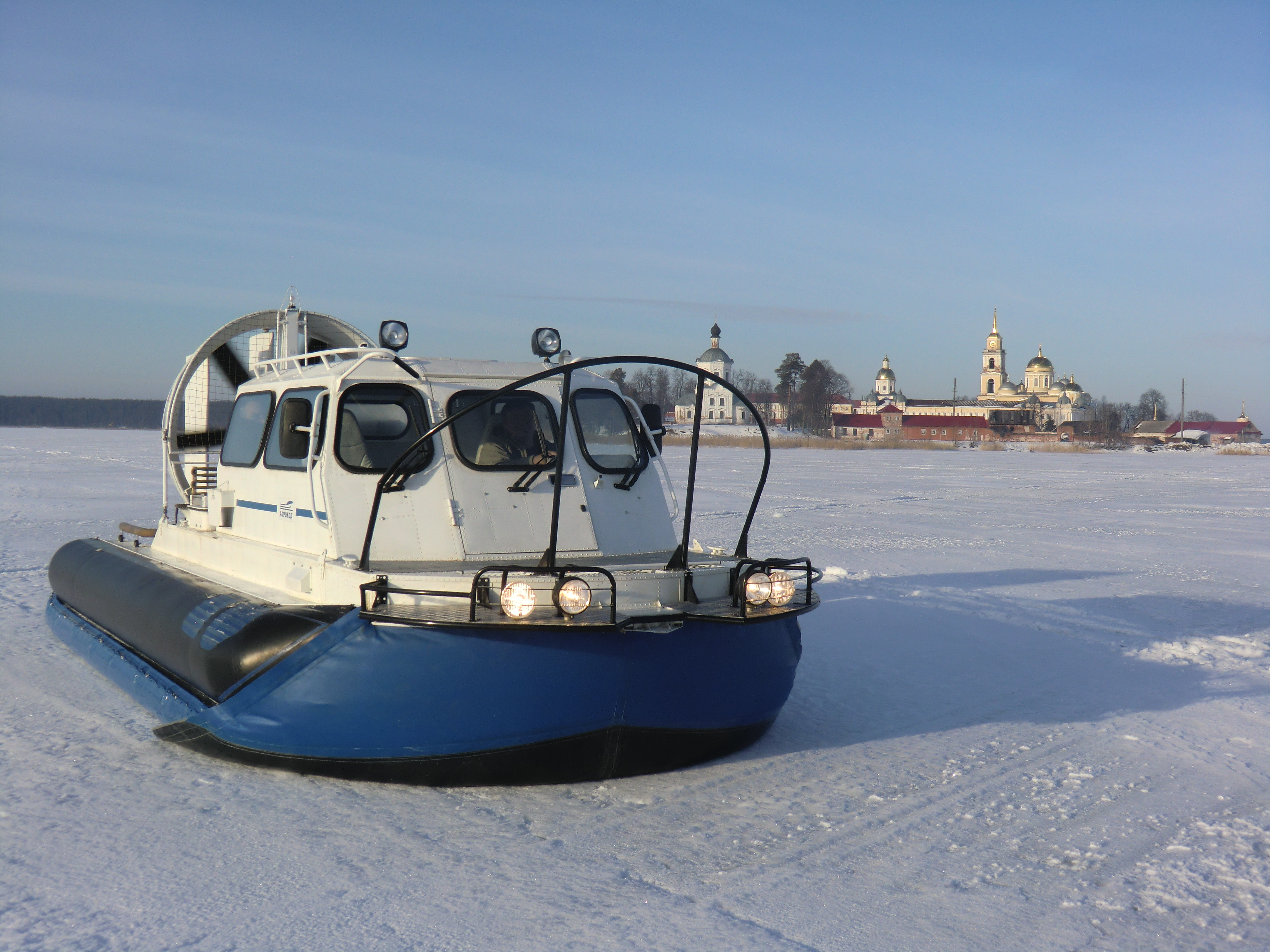
на озере Селигер, февраль 2015

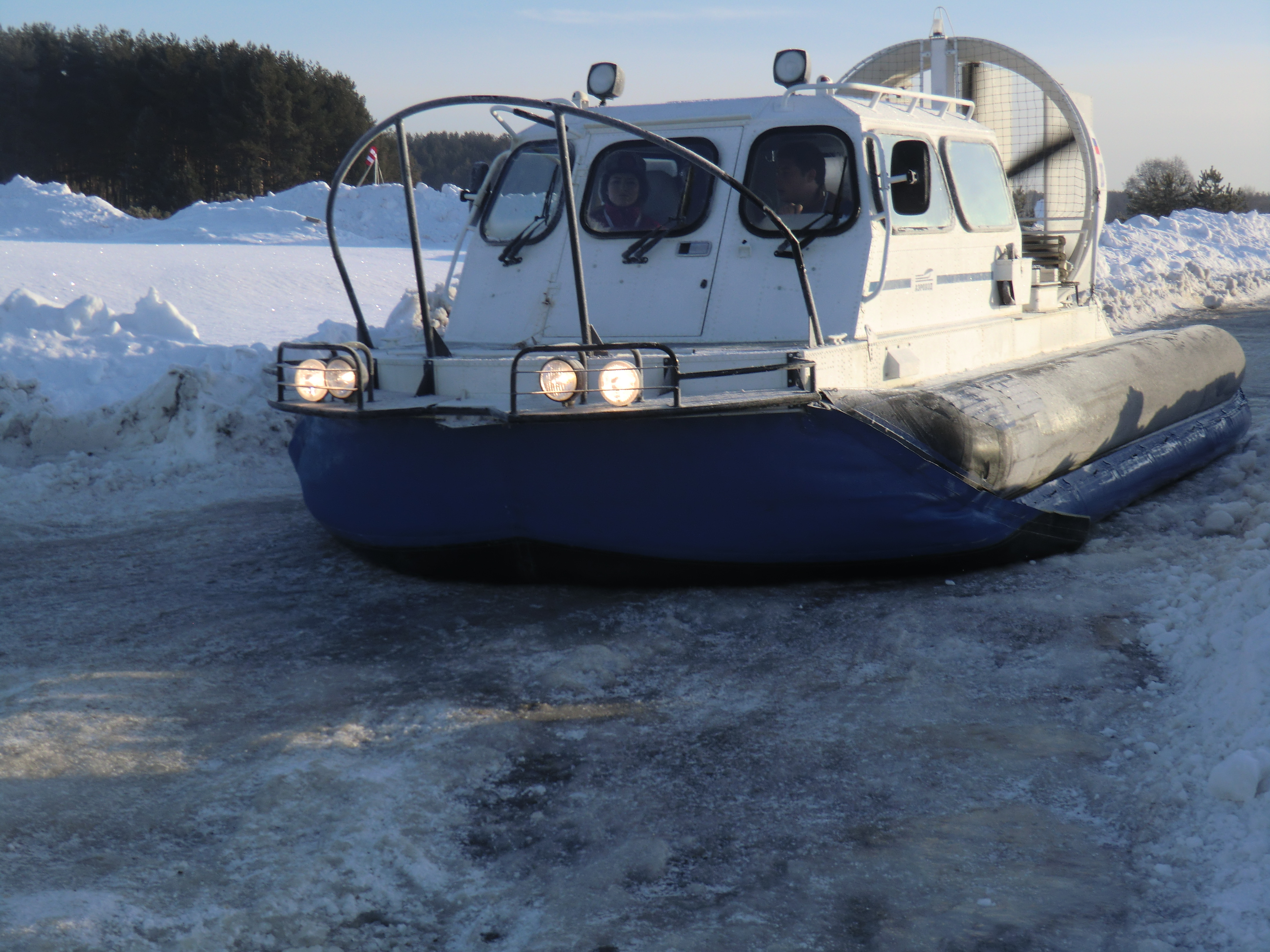
в районе озера Селигер

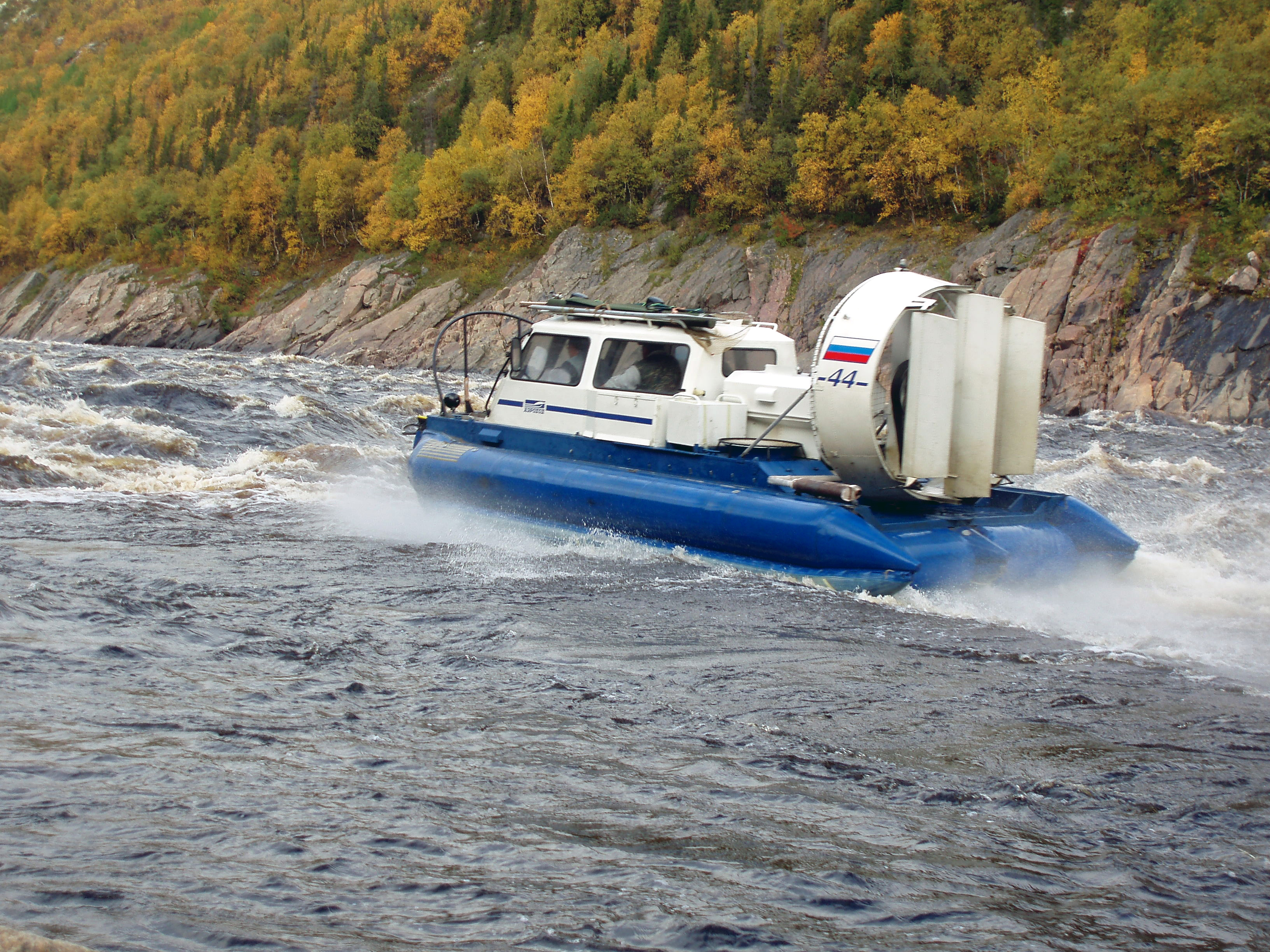
на Кольском полуострове

Катер на воздушной подушке «Хивус-6» — шестиместная амфибия, предназначенная для круглогодичной эксплуатации в качестве разъездного, пассажирского, спасательного, туристского, медицинского, грузового и патрульного судна на внутренних водных путях и в морских районах. Производится нижегородской судостроительной компанией «Аэроход».

## Район и условия эксплуатации
- водные бассейны с ограничениями по ветро-волновому режиму 1,2 м и скорости ветра 15 м/с;
- несудоходные водные акватории, мелководье, замерзшие и заснеженные акватории, битый лед, с высотой неровностей до 0,4 м и уклоном 8°;
- эксплуатационная температура наружного воздуха от −35 °С до +40 °С.

## Технические характеристики
| Наименование                                   | Показатель               |
| ---------------------------------------------- | ------------------------ |
| Длина габаритная, м                            | 7,25                     |
| Ширина габаритная, м                           | 3,08                     |
| Высота габаритная, м                           | 2,65                     |
| Транспортировочные габариты, м                 | 7,25 × 2,52 × 2,65       |
| Водоизмещение полное, кг                       | 1930                     |
| Водоизмещение порожнем, кг                     | 1220                     |
| Экипаж, чел.                                   | 1                        |
| Пассажировместимость, чел.                     | 5                        |
| Двигатель                                      | дизельный или бензиновый |
| Мощность, л. с.                                | 143—173                  |
| Крейсерская скорость на воде, км/ч             | 40                       |
| Крейсерская скорость на снегу, км/ч            | 60                       |
| Дальность хода, км                             | 250                      |
| Высота преодолеваемого вертикального уступа, м | 0,4                      |
| Ёмкость топливных баков, л                     | 120                      |
| Материал корпуса и надстройки                  | алюминиевый сплав        |

## Галерея

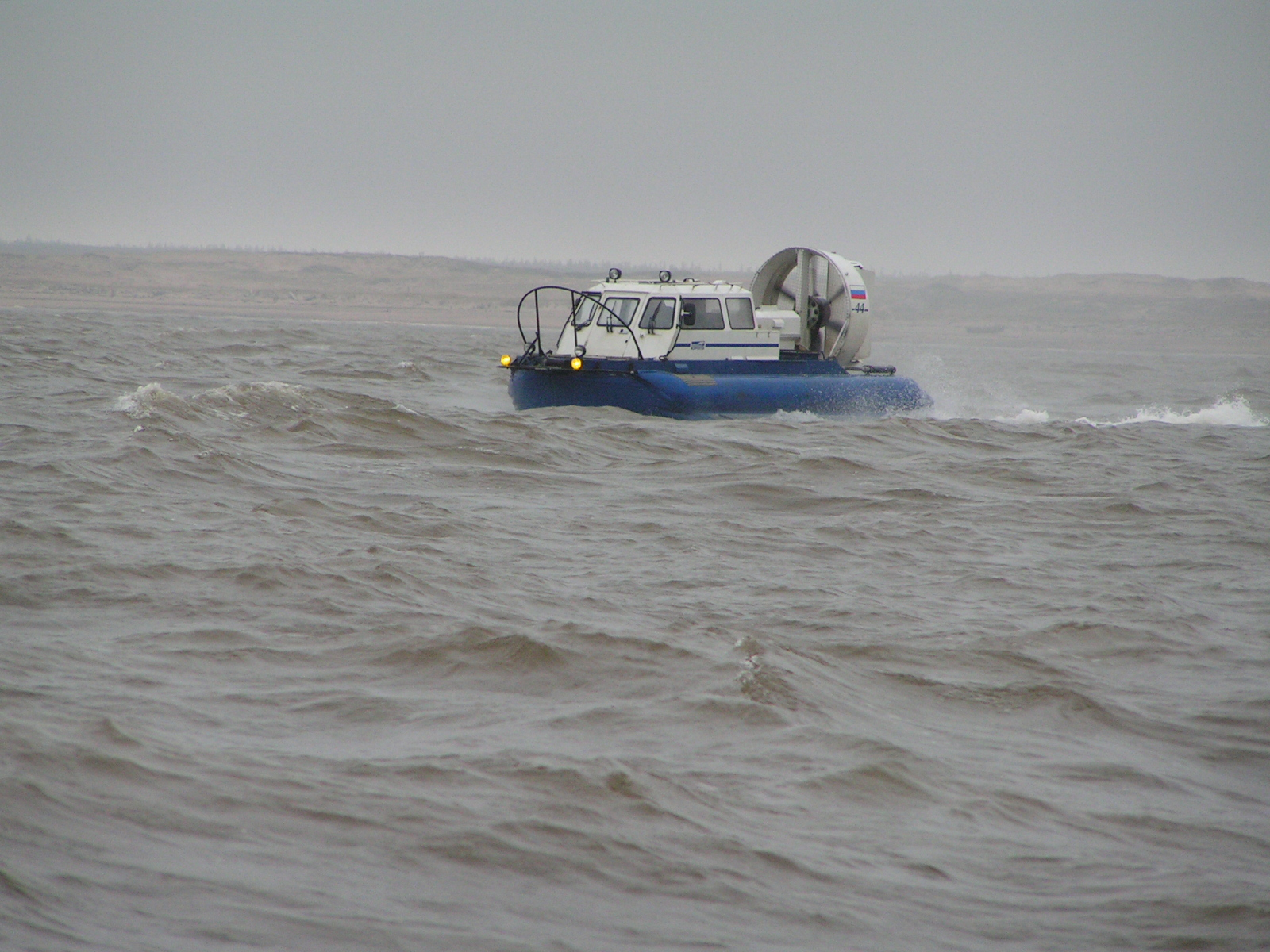
на Белом море
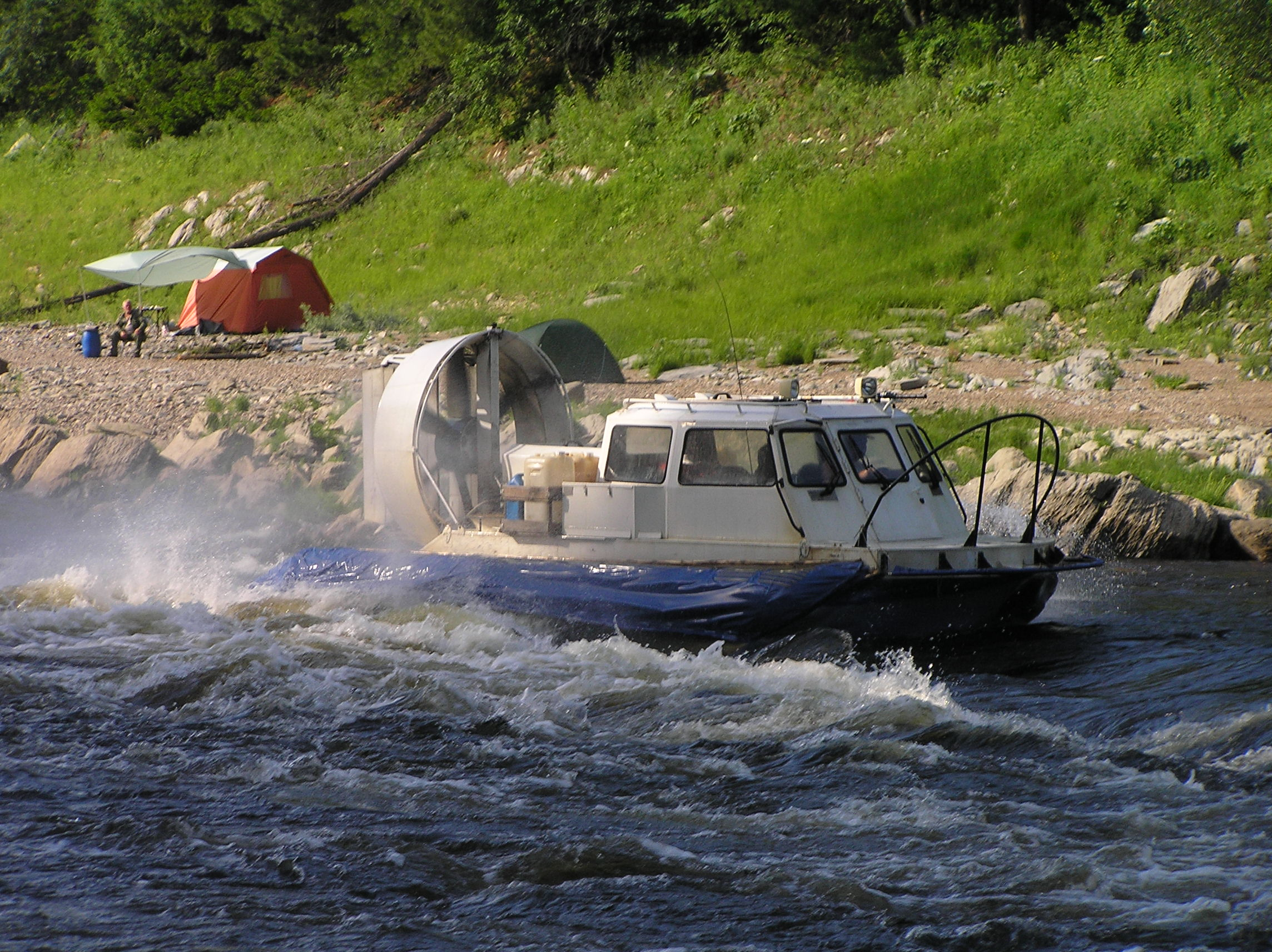
в верховьях Енисея
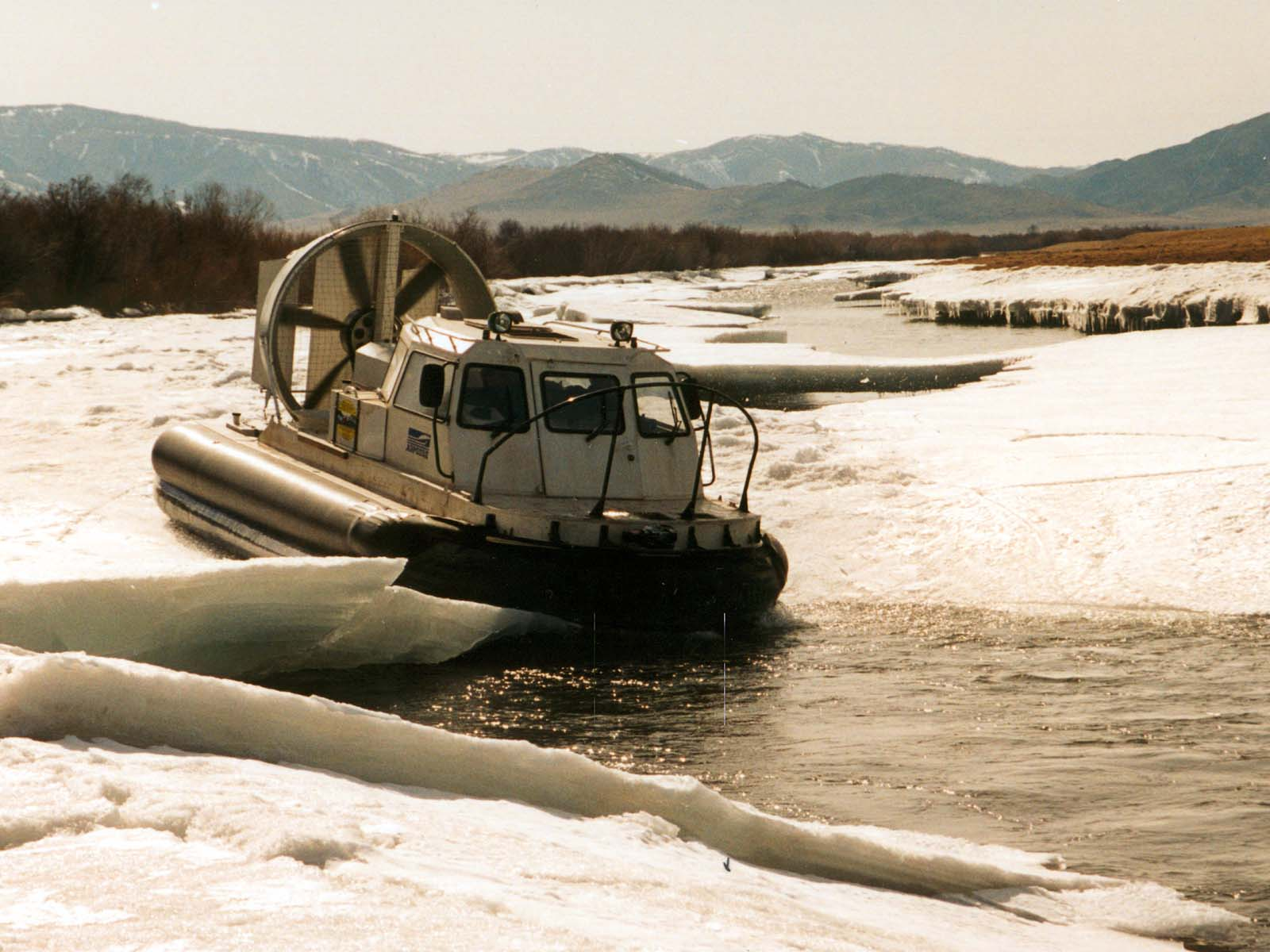
в Монголии